# Gao Xiumin
Gao Xiumin (21 de agosto de 1963) é uma ex-handebolista chinesa, medalhista olímpica.
Gao Xiumin fez parte do elenco da medalha de bronze inédita chinesa, em Los Angeles 1984.